# Elins Esplanad

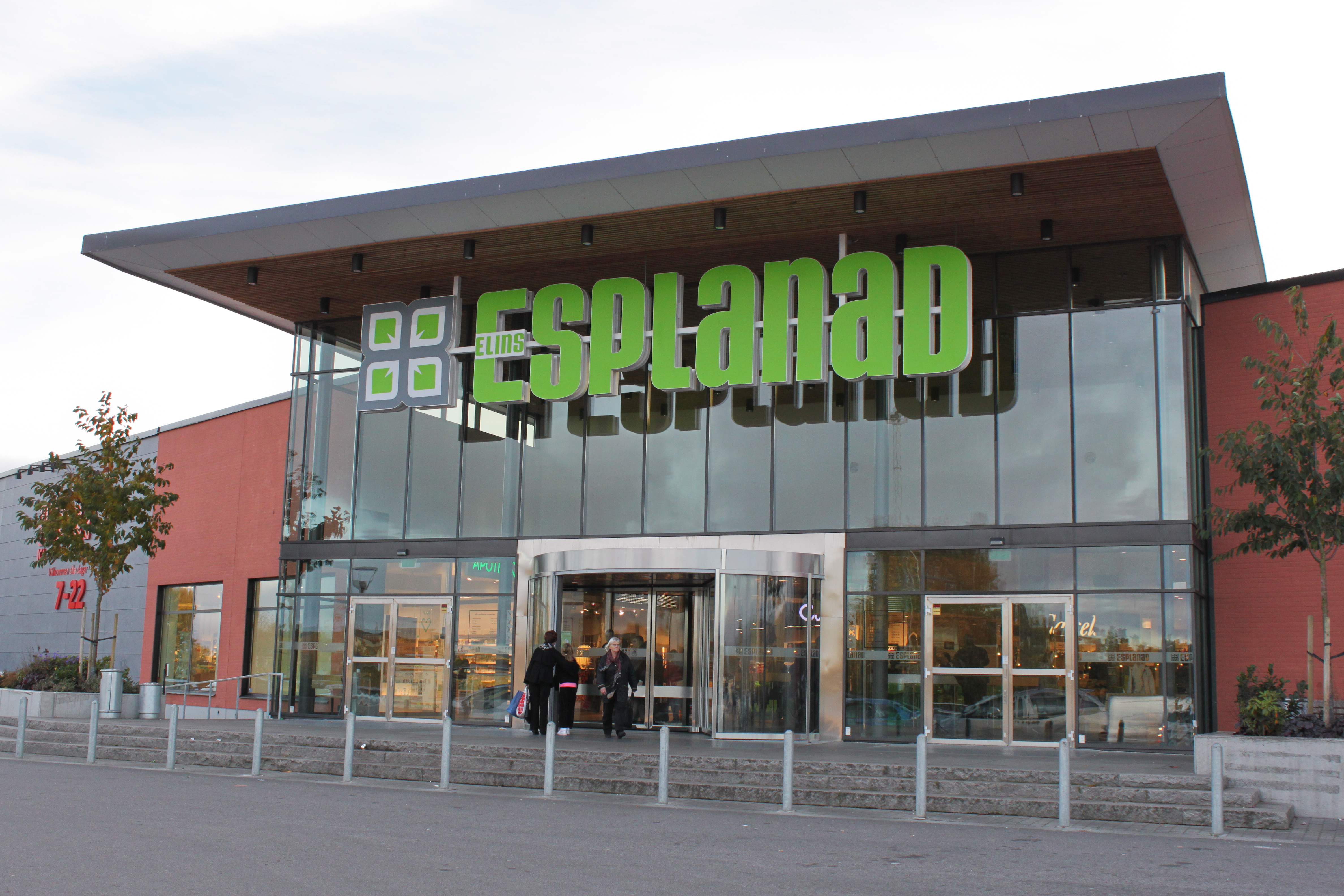
Västra ingången till Elins Esplanad.

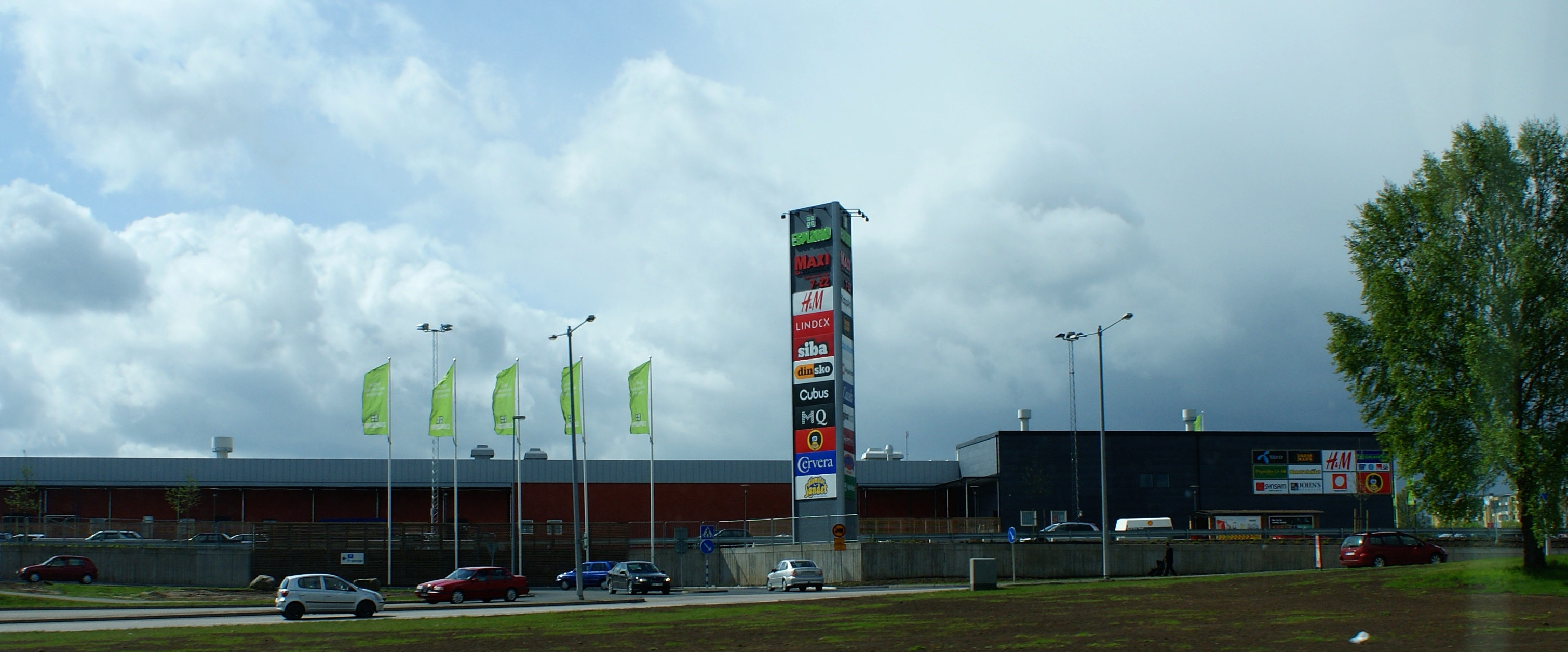
Elins Esplanad sedd från Nolhagavägen.

Elins Esplanad är ett köpcentrum i Skövde och ligger på Norrmalms handelsområde, nära Stallsikens handelsområde och inte långt från Skövde centrum.
Fastigheten ägdes av Ica Fastigheter från 1960 och fram till 2004. Ica Haakon hade sin Distributionscentral i fastigheten under alla år. 1994 flyttades verksamheten till Kungälv och lokalerna stod tomma i några år tills Maxihuset i Skövde etablerades 1997. På 17 000 kvm fanns då en Maxi Ica Stormarknad och 12 fackhandelsbutiker i en liten galleria som i folkmun fick namnet Maxihuset. På hösten 2007 startades en om- och tillbyggnad som stod klar i november 2008.  Maxihuset fick en ny profil, bytte namn till Elins Esplanad och fick en grafisk identitet. Butiksytan utökade med cirka 10 000 kvm och 13 butiker utökades till 30. 200 nya parkeringsplatser skapades också i det nya p-garaget som gav totalt 1000 p-platser.
Fastigheten ägs sedan 2004 av Eurocommercial och förvaltas av Newsec. 
Namnet är taget efter Elin av Skövde.